# Višnjegorski
Grofje Višnjegorski (nemško Herren von Weichselberg ali Weichselburg) so bili do izumrtja v začetku 13. stoletja ena najpomebnejših plemiških rodbin na Slovenskem.

## Zgodovina
Prvič se omenjajo leta 1136, ko so svoje posestvo Stična (Sitik) prepustili oglejskemu patriahartu, ta pa je ustanovil Cistercijanski samostan Stična. Sklepajo, da so izvirali iz rodovine blažene Heme Breže-Selške. Najbolj znan med njimi je bil v zadnjih desetletjih 12. stoletja Albert Višnjegorski, ki je vpadel celo preko Kolpe daleč v hrvaško ozemlje, vendar pa so ga zavrnili. Okoli leta 1200 je priključil Belo krajino h  Kranjski, tako da je od takrat Kolpa od kočevskih gozdov pa do podnožja Gorjancev postala mejna reka med Hrvaško in Kranjsko ter Bregana do izliva v Savo. Albert je umrl po letu 1209 kot zadnji svojega rodu. Albert je bil tudi povzdignjen v grofovski naziv, s čimer mu je bilo dano priznanje za njegovo sodelovanje v tretji križarski vojni (1189-1192).

## Posesti
Obsežne posesti (Alodi) Višnjegorskih so se nahajale razpršene v širokem pasu od Litije na severozahodu, Višnje gore in zgornjega toka reke Krke  in na jugovzhodu do južnih in jugozahodnih pobočij Gorjancev. Na njihovih gradovih so bili grajski upravniki in ministeriali, ki se imenujejo po njihovih gospostvih. Ti gradovi in dvori ter gospostva so bili:
- Grad Višnja Gora, matični grad Višnjegorskih,
- Dvor Zalog (Brajtenav) pri Novem mestu,
- Grad Hohenau, Mihovo na Gorjancih nad Šentjernejem,
- Grad Hmeljnik pri Karteljevem,
- Dvor Kronovo, Dolenje Kronovo pri Novem mestu,
- Grad Lihtenberk  pri Litiji,
- Grad Mehovo, Podgrad
- Grad Mokronog,
- Grad Mirna,
- Grad Prežek, na Gorjancih
- Grad Čretež, Dolenje Laknice pri Mokronogu,
- Grad Slepšek pri Mokronogu,
- Grad Otočec,
- Grad Vernek,
- Grad Šumberk.